# آنة هندية
| 1 آنة هندية                                                                          | 1 آنة هندية                                                                                          |
| ------------------------------------------------------------------------------------ | --- |
|                                                                                      | |
| وجه العملة: تمثال نصفي لملك جورج السادس, مع كتابة نصية جورج السادس الملك الإمبراطور. | ظهر العملة: سنة الضرب والقيمة العددية الاسمية بالإنجليزية، الأردية، البنغالية، تيلغو و الديفاناغاري. |
| 125,548,000 عملة سكت في الفترة من (1938 إلى 1940)                                    | |

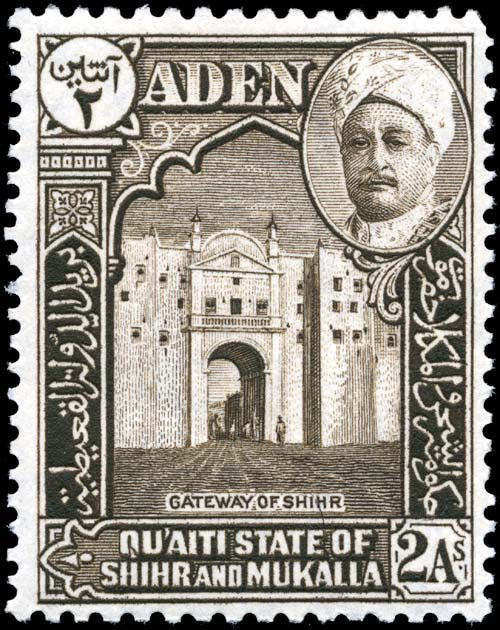
طابع بريدي للدولة القعيطية بقيمة آنَتَيْنِ

آنَة (بالإنجليزية: anna)‏ كانت وحدة عملة تستخدم سابقا في الهند وباكستان، وتساوي ما يعادل 1/16  روبية. تم تقسيمها إلى 4 «بيسة» أو 12 «باي»، (وبالتالي كان هناك 64 «بيسة» في الروبية و 192 باي). وينتمي هذا المصطلح إلى النظام النقدي الإسلامي. وقد تم التوقف عن استخدام الآنة كوحدة عملة عندما قامت الهند بتقسيم وتحويل عملتها من فئاتها غير العشرية إلى نظام عشري في عام 1957، تلتها باكستان في عام 1961. وحلت محلها عملة الخمسة بيزا والتي توقفت هي بدورها في عام 1994.
كانت هناك عملة بقيمة آنة واحدة، ونصف آنة من النحاس وآنَتَيْن من الفضة. المصطلح آنة كثيرا ما يستخدم للتعبير عن جزء من 1/16. بالإضافة إلى ذلك، كانت هناك طوابع بريدية مستخدمة خلال الفترة الهندية البريطانية معينة بقيمة الآنة.

## عملات معدنية

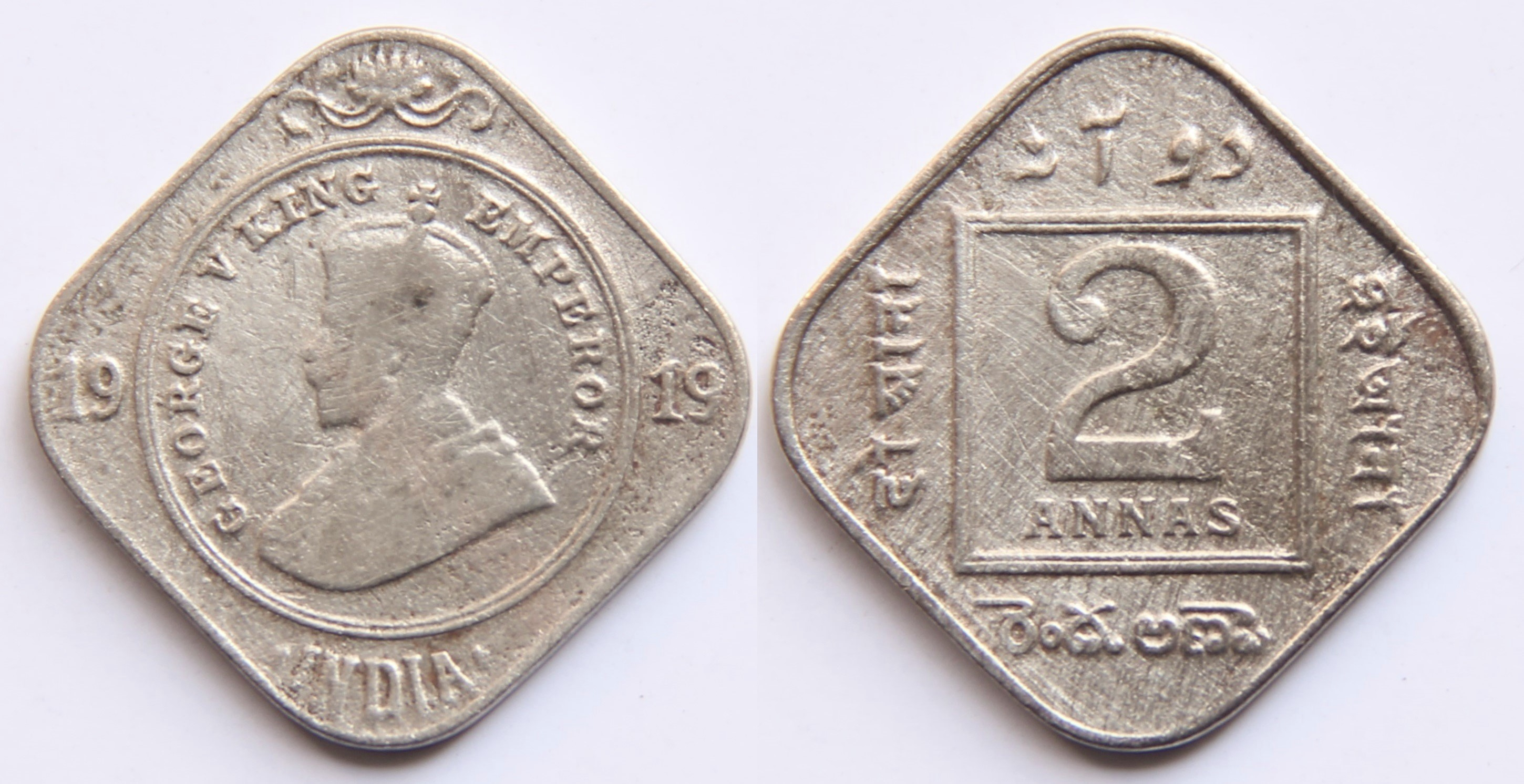
2 آنَتَيْن هنديتين (1919).
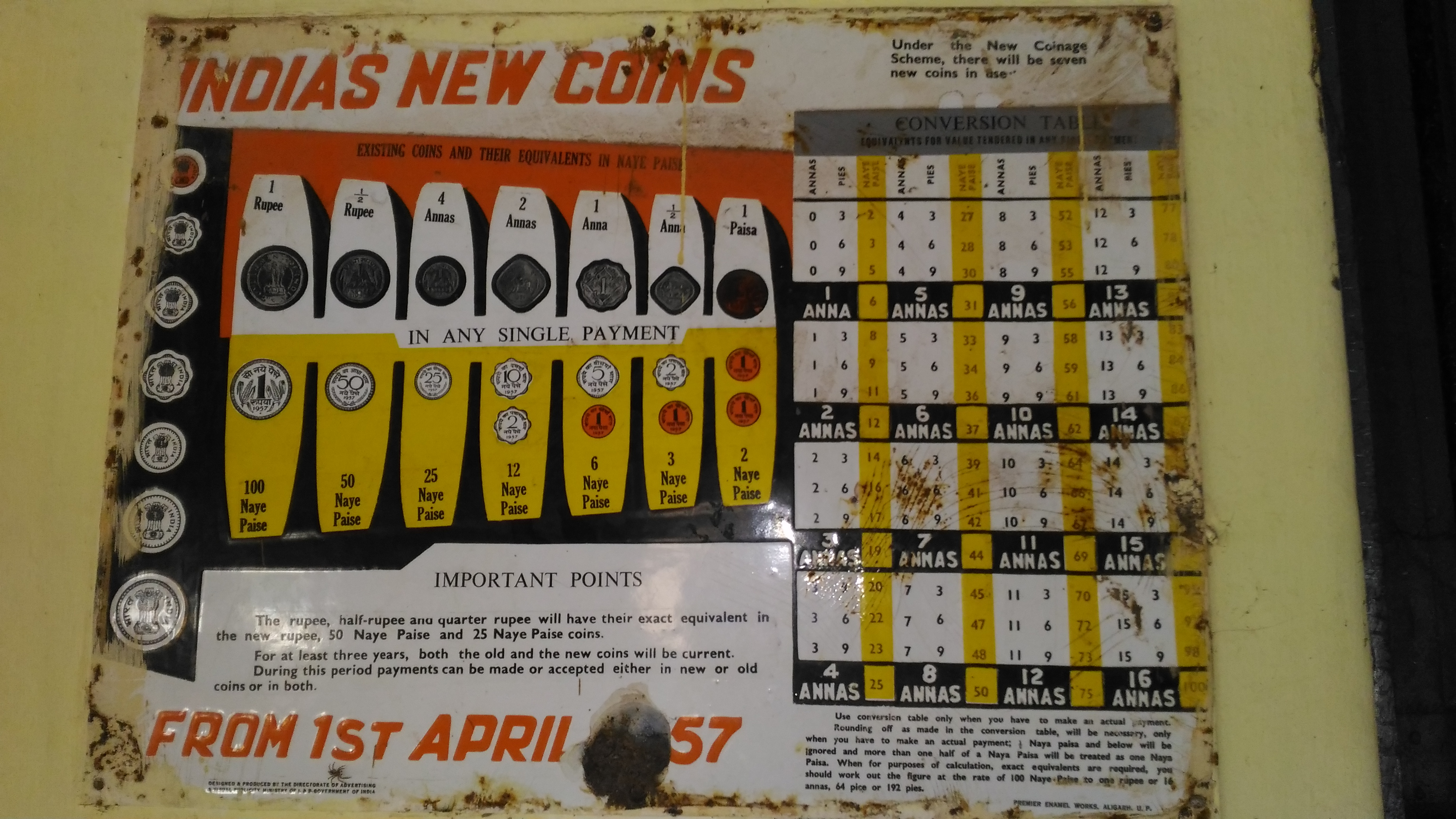
جدول لتحويل عملة "بيسة"، ناييا، آنة.
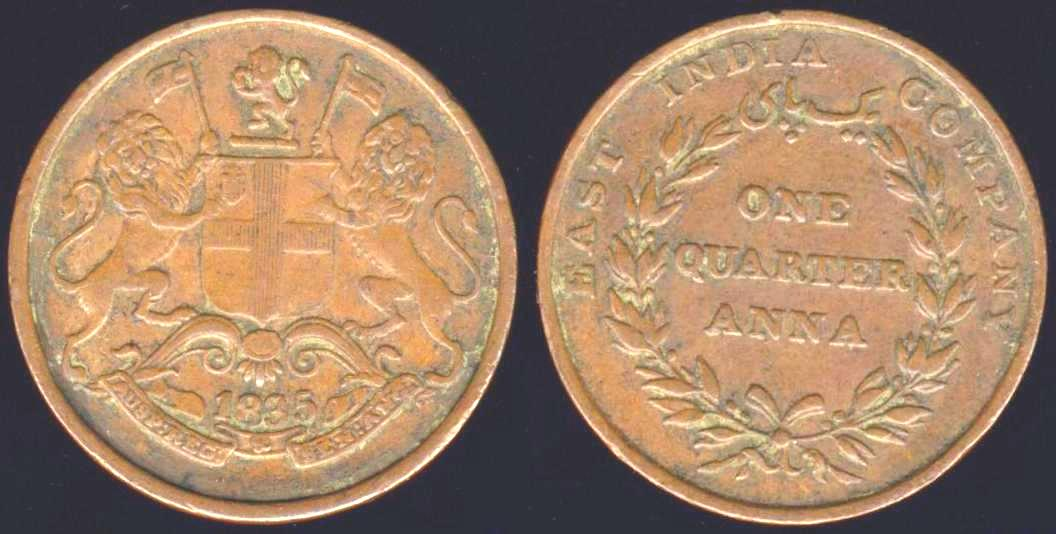
ربع آنا (1835).